# Scopula despoliata
Scopula despoliata är en fjärilsart som beskrevs av Walker 1861. Scopula despoliata ingår i släktet Scopula och familjen mätare. Inga underarter finns listade.